# François Dyrek
François Dyrek (* 16. August 1933 in Pontoise, Frankreich; † 17. Dezember 1999 in Compiègne, Frankreich) war ein französischer Theater-, Film- und Fernsehschauspieler. Sein Name erscheint gelegentlich in den abweichenden Schreibweisen François Dyreck oder Francois Dyrex.

## Leben
Nachdem er an der renommierten Schauspielschule Cours Simon in Paris Schauspielunterricht genommen hatte, kam Dyrek zunächst zum Théâtre national populaire (TNP) von Georges Wilson, anschließend zum Théâtre de l’Est Parisien (TEP) von Guy Rétoré. Während der 1970er Jahre gehörte er zum Stammpersonal des café-théâtre Le Café de la Gare, das am 12. Juni 1969 von Romain Bouteille und Coluche gegründet worden war. Zur Belegschaft gehörten weitere bekannte französische Schauspieler wie zum Beispiel Patrick Dewaere, Henri Guybet oder Miou-Miou. Später kamen jüngere Kollegen hinzu, wie zum Beispiel Claude Mann. Nachdem er in den 1980er Jahren unter anderem im Théâtre des Boucles de la Marne in Champigny-sur-Marne mitwirkte, arbeitete Dyrek in den 1990er Jahren gemeinsam mit Claude Mann am Projekt eines Theaters in Joinville-le-Pont, an der Bannmeile von Paris gelegen. Bevor er sein Werk vollenden konnte, wurde er jedoch aus dem Leben gerissen, als er im Dezember 1999 an den Folgen eines Herzinfarkts verstarb. Claude Mann führte Dyreks Werk fort und benannte das von ihm im Jahr 2001 gegründete Theater nach seinem verstorbenen Freund und Kollegen als Théâtre François-Dyrek.
Neben seinen Theaterengagements trat Dyrek auch in zahlreichen Filmen auf, vor allem in den 1970er- bis 1990er-Jahren, bis kurz vor seinem Tod. Zu Beginn der 1970er-Jahre nahm er in international bekannten und erfolgreichen Filmkomödien Nebenrollen ein, so zum Beispiel in Themroc (als Polizist) oder Die Filzlaus, wo er einen Amateur-Attentäter darstellte, dessen Anschlag den Falschen erwischt, der sich anschließend um Kopf und Kragen redet und von einem Profi liquidiert wird. In Produktionen des französischen Fernsehens nahm Dyrek vielfach ernstere Rollen wahr.
François Dyreks Sohn Gilles trat in die Fußstapfen seines Vaters und wurde ebenfalls Schauspieler, mit Präferenz für komödiantische Rollen.

## Filmografie (Auswahl)
- 1973: Die Schlange (Le serpent)
- 1973: Themroc
- 1973: Die Filzlaus (L’emmerdeur)
- 1975: Wenn das Fest beginnt … (Que la fête commence …)
- 1976: Der Richter und der Mörder (Le juge et l’assassin)
- 1977: Der Richter, den sie Sheriff nannten (Le juge Fayard, dit Le Shériff)
- 1979: Damit ist die Sache für mich erledigt (Coup de tête)
- 1986: Unheimliches Verlangen (Flagrant désir)
- 1992: Das Zebra (Le zèbre)
- 1993: Die Affäre Seznec (L’affaire Seznec)
- 1995: Wutentbrannt (État des lieux)
- 1996: Die Elsässer (Les Alsaciens ou les deux Mathilde)